# 快樂信吾
快樂信吾（日语：、1979年3月15日—），是日本的搞笑藝人、整體師。

## 生平

### 藝能界出道前
本名佐藤信吾，出生於神奈川縣橫濱市保土谷區，家庭中另外有一兄一姐。尚未出道前開始就在《笑笑也可以》（笑っていいとも!）和其他電視節目裡的短劇演出。高中時代曾和演員風見慎吾共同在日本電視台的綜藝節目《嗚呼！薔薇色的珍生！！》（嗚呼!バラ色の珍生!!）演出。
佐藤在中學時代曾遭到不良集團的欺凌，因為不良集團向他索討金錢不成，反而用刀片割傷其嘴唇（當時所受的傷可在畢業紀念冊上的照片看到，後來接受手術後傷口消失）、被加熱過的鐵棒燙傷胸口（傷口至今存留）等，也遭到朋友和全班同學的忽視。此外，由於當時帶著喜愛的鸚鵡到校上課而激化了不良集團的暴力行為。佐藤因此拒絕到校上課，但偽裝成朋友的不良集團繼續騷擾他，導致佐藤曾數次試圖割腕自殺。為了避免讓父母擔心，從未告知自己遭到欺侮的事情，割腕的傷口也用繃帶遮掩。本人將這段過去不堪的經歷公開，是為了讓有同樣遭遇的孩子能鼓起勇氣向老師、父母等大人商談自己遭遇到的欺負行為。

## 演出作品
{{lang|ja|

### 電視節目
目前仍參與演出
- あらびき団（TBS電視、2009年6月24日首次出演）不定期
- 男女糾察隊（朝日電視台）「早安★素顏美人」（べっぴん★モーニング）、「外送！癒療信吾」（出張!癒しんご）單元

曾經出演
- 搞笑之神（エンタの神様，日本電視台） - 和SUGIHARA美裡搭檔，以「Mint姉弟」名義從2007年4月28日至2007年11月10日進行了6次演出。宣傳詞是：「倒錯のフレーバー」，乙女な弟，しんご。2009年，以Mint姉弟名義出場M-1大賽。之後因為樂信吾健康狀況不良，活動休止。
- 爆笑紅地毯（爆笑ピンクカーペット，富士電視台） - 2007年11月26日（第3回）、2008年1月1日（「新春黃金粉紅地毯」0部） - 宣傳詞：「オカマじゃないのオトメなの」
- 笑笑也可以（笑っていいとも!，富士電視台） - 2008年1月13日（増刊號）「金のたまごクラブリターンズ」、2009年7月20日『勝ち抜きプチ芸スターコンテスト」（1人淘汰賽）、2010年11月22日、11月28日（増刊號）、12月21日
- AKBINGO!今年の運勢ズバリ當てちゃいます1時間SP! - 2011年2月2日

### 網絡節目
- 面接王DX（GyaO!） - 2006年
- タケミネット（あっ!とおどろく放送局） - 2007年1月13日、5月26日、8月18日、9月29日、10月6日、11月3日、11月10日、11月17日、11月24日、12月15日、12月29日、2008年1月12日、5月3日、5月24日
- 夜遊びメールバトル火曜 （页面存档备份，存于）（あっ!とおどろく放送局） - 2009年8月4日、8月25日、9月8日
- あした!こうなるテレビ（Yahoo!バラエティ） - 2010年9月23日
- 革命ダラダラTV（Ustream） - 2010年12月26日

### 電影
- 毆者（2006年）

### 電視電影
- 電影夢廣場（映畫夢広場，2000年）
- 龍王‧獣たちの掟（2001年） - 演出 劉歌明
- カタナーマン（2006年） - 演出 おかまサイボーグ‧ズー1號

### 雑誌
- お笑いポポロ（麻布台出版社） - Mint姐弟
- JUNON（主婦と生活社） - 作為Mint姐弟
- ViVi（講談社）

### 廣播
- エレ片のコント太郎 - 2010年4月24日
- Fresh Up 9（エフエムナックファイブ） - 2010年8月23日
- RADIPEDIA（J-WAVE） - 2010年9月21日、10月19日
- 夕やけ寺ちゃん 活動中（株式會社文化放送） - 2010年10月11日
- The Nutty Radio Show おに魂（NACK5） - 2010年12月1日
- よんぱち 48hours ?WEEKEND MEISTER?（FM東京） - 2010年12月17日

### CM
- 雅虎日本

## 備註
1. ↑  讀音並非「らく」，而是「たの」。
2. ↑  2010年12月20日播出的《しゃべくり007 世界一しゃべクリスマス2時間半SP》（日本電視台）中的企畫「楽しんごのゲイ人プロフィール」中本人表示。
3. 1 2  據2011年2月4日播出的《中居正広の金曜日のスマたちへ》所言。

## 外部連結
- （日語）楽しんごの みんなにラブ注入 - 官方網站
- （日語）快樂信吾的X（前Twitter）
- （日語）整體院 癒しんご
- （日語）ワイルドシング 佐藤信吾 （页面存档备份，存于）